# Esenbeckia feddemae
Esenbeckia feddemae är en vinruteväxtart som beskrevs av R.C. Kaastra. Esenbeckia feddemae ingår i släktet Esenbeckia och familjen vinruteväxter. Inga underarter finns listade i Catalogue of Life.